# Torre di Abbacurrente
La torre di Abbacurrente è una torre appartenente al complesso di strutture fortificate che, dall'alto medioevo sino alla metà del XIX secolo, hanno costituito il sistema difensivo, di avvistamento e comunicazione delle coste della Sardegna. È ubicata in riva al mare, su un bancone di roccia situato nell'estrema sinistra della lunga spiaggia di Platamona, nel golfo dell'Asinara; fa amministrativamente parte del comune di Porto Torres (provincia di Sassari), da cui dista circa quattro chilometri.

## Descrizione
Edificata con pietra calcarea reperita nell'immediato entroterra, la torre, di forma tronconica, ha struttura semplice e dimensioni contenute: 12,5 metri di altezza e 8,70 di diametro. Come nella gran parte delle torri costiere sarde, il portello d'ingresso è collocato ad una altezza di circa quattro metri dal suolo e consentiva l'accesso esclusivamente con l'ausilio di scalette in corda o in legno velocemente retraibili in caso di pericolo. L'interno, formato da un solo vano circolare del diametro di circa sei metri, è chiuso da una volta a cupola con quattro nervature di rinforzo. In mancanza di una scala interna in muratura la piazza d'armi era raggiungibile attraverso una botola utilizzando una scala a pioli.
La torre di Abbacurrente non era classificata come "torre da offesa" ma soltanto "da segnalazione" infatti a causa delle ridotte dimensioni non poteva che ospitare una piccola guarnigione di due o tre soldati. La sua posizione permetteva un contatto visivo con le torri dell'Isola Piana, di Trabucado e, nelle giornate di sereno, con quella dell'Isola Rossa.
Il fortino, già segnalato nella carta di Rocco Cappellino, è stato edificato tra il 1572 ed il 1577. Nel 2009 è stato sottoposto a lavori di ristrutturazione e di consolidamento, resisi necessari in seguito al degrado provocato dalle innumerevoli mareggiate e dall'azione disgregatrice di pioggia e vento.

## Tutela
La torre e l'area circostante sono sottoposte ai vincoli previsti dal codice dei beni culturali e del paesaggio, emanato con il decreto legislativo del 22 gennaio 2004 n. 42 ai sensi dell'articolo 10 della legge 6 luglio 2002, n. 137 relativo alla delega per il riassetto e la codificazione in materia di beni culturali e ambientali, spettacolo, sport, proprietà letteraria e diritto d'autore.